# IV milenio a. C.
El iv milenio a. C. comenzó el 1 de enero de 4000 a. C. y terminó el 31 de diciembre de 3001 a. C.

## Acontecimientos

### SigloXLa.C.

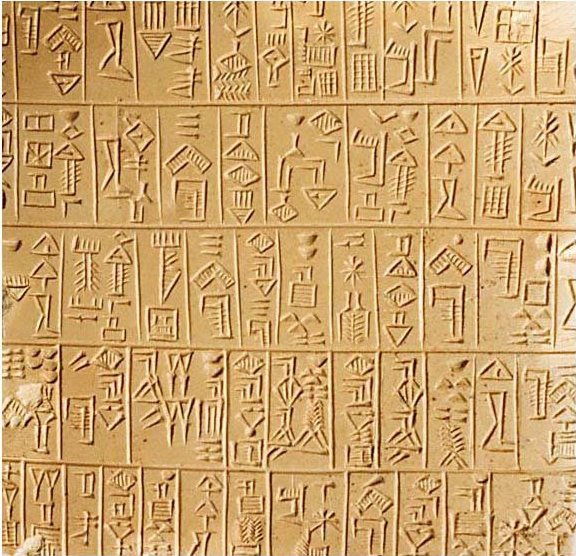
Escritura sumeria cuneiforme.

- Se desarrollan las civilizaciones en la región de la Mesopotamia y el Creciente fértil (actual Irak).
- 4000 a. C.: 
  - En Egipto y Mesopotamia se empieza a escribir con escritura cuneiforme en tablillas hechas de arcilla (Mesopotamia) o en papiro (Egipto), hecho con el cual finaliza la Edad de los Metales y comienza la Edad Antigua.
  - En el actual Reino Unido, grupos de familias de agricultores llegan a la isla de Britania.
  - Mesopotamia (región de Asia ubicada entre los ríos Tigris y Éufrates, actualmente Irak, Siria y Turquía) es invadida y poblada por los sumerios. Estos fundaron ciudades que se constituyeron en Estados independientes; la principal de ellas fue Ur.
- 4000-3000 a. C.: Se desarrolla la agricultura sedentaria en los valles de los ríos Indo (en el oeste de India) y Amarillo ( en el este de China) y, consecuentemente, surgen centros urbanos a lo largo de los ejes fluviales.[1]

### SigloXXXIXa.C.
- Las evidencias apuntan a que en esta época ya existía la aldea de Ur en Mesopotamia.
- En Mesopotamia se funda la aldea de Susa (actual Shush).
- En Irán, un artesano realiza el Vaso de Susa. Actualmente se encuentra en poder del Museo del Louvre (París).
- A la isla Thera (Santorini, en Grecia), llegan los primeros aldeanos neolíticos, migrando probablemente desde la civilización minoica (isla de Creta).
- En Ucrania se domestica el caballo por primera vez en todo el planeta.
- En las islas británicas y Escandinavia se extiende la agricultura.
- En una cueva de Cogul (Lérida) se pintan animales y seres humanos. Se conservan en el Museo Arqueológico de Barcelona.
- En la isla Englefield (mar de Otway, Chile): primer asentamiento humano (entre el 4000 y el 3000 a. C.).[2]

### SigloXXXVIIIa.C.
- 3800 a. C.: 
  - En China se utiliza el pincel para pintar y decorar objetos antes que para escribir.[1]
  - En el norte de Mesopotamia, una persona graba en una tablilla de barro el mapa más antiguo encontrado hasta la actualidad.
  - En Mesopotamia (actual Irak) se inicia la transición del período de El Obeid al período de Uruk.
  - Se extiende en el Oriente Medio y Asia Menor el uso del bronce, una aleación de cobre con estaño que permitía obtener un material más duro y resistente.[1]
  - Según indicioas hallados en tumbas egipcias del periodo antiguo, hacia esta época el ser humano desarrolló las técnicas del curtido del cuero.[1]
- 3761 a. C. (7 de octubre): fecha tradicional (según el calendario hebreo) en que Yahveh creó el mundo.

### SigloXXXVIIa.C.
- 3700 a. C.: 
  - En Mesopotamia (actual Irak) termina el período de El Obeid. Aparición de construcciones de prestigio (palacios, templos). Explosión demográfica en Gawa, Eridú, Uruk.
  - Se empieza a utilizar, en la región mesopotámica, una forma sencilla de escritura pictórica.[1]
- 3666 a. C.: en Arica (Chile) comienza la ocupación de la aldea Quiani II.
- 3650 a. C.: en Mesopotamia se inventan los vehículos con ruedas (tirados por bueyes u onagros). Esta tecnología se esparce rápidamente hacia el sur de Asia y Europa.
- 3600 a. C.: en el actual Nuevo México (Estados Unidos), los indígenas locales consumen palomitas de maíz (en 1948 se encontraron en cuevas de murciélagos y fueron datadas en 5600 años atrás).
- En Ucrania se empieza a enterrar a los muertos en tumbas, primeras sepulturas en vehículos (carros con ruedas tirados por bueyes).
- En Creta comienza el periodo temprano de la civilización minoica.
- En Chiribiquete (Caquetá, Colombia) se pintan figuras sobre las paredes (arte rupestre).

### SigloXXXVIa.C.
- 3600 a. C.: Se funda la ciudad mesopotámica de Uruk (llamada Erech en los textos bíblicos), en la actualidad Warka (Iraq). Es considerada la ciudad más antigua del mundo y está relacionada coon los comienzos de la administración pública y el desarrollo de la escritura.[1]
- 3500 a. C.: En Sechín Bajo, valle de Casma (Perú), se construye el edificio público más antiguo del continente.
- 3500 a. C.: En el Ecuador surge la cultura Valdivia, la más antigua detectada en esos territorios.
- 3500 a. C.: en Uruk (al sur del actual Irak) comienza la civilización sumeria.
  - En Mesopotamia, los sumerios crean la rueda (que se utilizaba en la alfarería), el bronce (una aleación de cobre y estaño), el arado y la escritura cuneiforme (basada en ideogramas), cuya invención marcó el final de la Prehistoria y el inicio de la Historia.
- 3500 a. C.: en China, pobladores de la cultura Lung-shan fundan la aldea más antigua en Liangh'eng chen.
- 3500 a. C.: en Egipto se crea el primer juego de mesa del mundo: el senet.
- 3500 a. C.: en la actual Costa Rica, el volcán Orosí realiza su última erupción.
- 3500 a. C.: en la costa norte del Mar Negro, los habitantes empiezan a hablar el idioma protoindoeuropeo.
- 3500 a. C.: En la península ibérica, los habitantes se encuentran en el Neolítico Final; se desarrollan la cultura de los sepulcros de fosa y la cultura de Almería.[3]
- El Desierto del Sahara comienza a invadir el norte de África debido al cambio climático producido por el fin de la última glaciación.
- En los Andes se establecen los primeros pueblos productores de cerámica.
- En la costa del océano Pacífico de Sudamérica se establecen las primeras comunidades permanentes dedicadas a la pesca.
- En Uruk (actual Irak) se inventa la escritura.

### SigloXXXVa.C.
- 3500 a. C.: 
  - Colonización neolítica de España, Francia e Inglaterra.[1]
  - El Dragón de jade, de la cultura Hong-shan, es la más antigua representación tridimiensional de un dragón hallada en China.[1]
  - En Mesopotamia y Oriente Medio aparace el torno de alfarero, una rueda horizontal que, al girar, hacía más fácil el modelado de la arcilla que se le ponía encima. El desarrollo de la alfarería permitió cambios en el modo de vida: desde la preparación de la comida hasta su almacenamiento.
  - Se configuran en el Nilo dos zonas específicas que se convierten en reinos independientes: el Alto y el Bajo Egipto.[1]
  - Se construye el zigurat de Uruk, el más antiguo del que se tiene registro. Los zigurats eran templos escalonados en forma triangular, comunes a las culturas asiria, babilonia y caldea.[1]
  - Se construyen las primeras ruedas con eje en Mesopotamia. La rueda lleva a un uso más eficiente de la fuerza animal en la agricultura y otros campos.[1]
  - Se inicia la viticultura en Mesopotamia.[1]
- 3500-2400 a. C.: Se realizan los primeros testimonios gráficos de la música en la antigua Mesopotamia, que demuestran la existencia de muchos instrumentos como liras, arpas, tambores, panderetas y laúdes.[1]
- 3400 a. C.: en Irak, los registradores de los templos sumerios rediseñan el sello real con forma de cilindro.
- En el Antiguo Egipto comienza la etapa IIIa2 de la cultura Naqada (datada en 1998).
- En el Antiguo Egipto empieza a desarrollarse la escritura jeroglífica.

### 

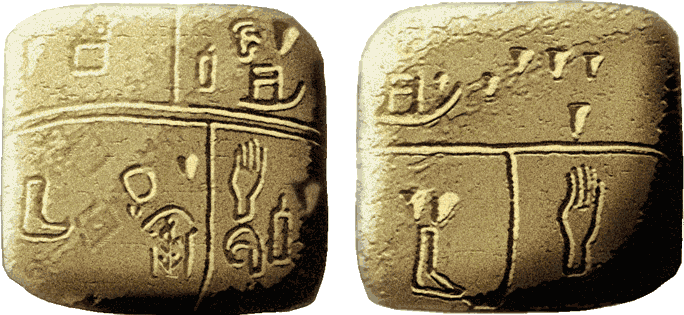
Tablilla grabada de Kish.

### SigloXXXIVa.C.
- 3400 a. C.: Los egipcios comienzan a utilizar símbolos para los números 10, 100, 1.000 y 10.000. Este sistema de numeración permite manejar ya grandes números.[1]
- 3350 a. C.: en el final del periodo Uruk (actual Irak) aparecen las formas más arcaicas de la escritura cuneiforme.
- 3322 a. C.: nacimiento de Fu Xi, legendario rey de China (de acuerdo con el historiador James Legge).
- En Uruk (Sumeria, actual Irak) aparece la escritura pictográfica. Tablillas de arcilla cocida procedentes de la antigua ciudad mesopotámica de Kish, son los documentos escritos más antiguos conocidos hasta el momento.
- En el 3255 a. C: Muere en los Alpes de Ötztal en la frontera entre Austria e Italia, un hombre que según las evidencias su muerte fue causada por homicidio, debido a las bajas temperaturas posteriores a su fallecimiento, su cuerpo fue preservado por más de 5000 años hasta la actualidad, Ötzi (como fue llamado en su descubriendo) se convierte en la momia natural más antigua de Europa

### SigloXXXIIIa.C.
- 3300 a. C.: 
  - Los sumerios crean el primer sistema de escritura: la escritura cuneiforme, hecha con cuchillas puntiaguas sobre láminas de arcilla. La escritura es el invento que señala el fin de la Prehistoria y el comienzo de la Historia.
  - Se funda la ciudad Estado de Ur en la región de Sumeria. Estaba situada entre la actual ciudad de Bagdad (Iraq) y el extremo del golfo Pérsico, al sur del curso bajo del Éufrates.[1]
- 3300-2901 a. C.: En China se desarrollan las primeras sociedades jerarquizadas en la cultura Lung-shan.
- 3300 a 2900 a. C.: en Irlanda se construye el observatorio solar de Newgrange.
- 3270 a. C.: en la I Región (Chile) comienza la ocupación de Pisagua Viejo.
- 3255 a. C.: en un valle de los Alpes italianos es asesinado el cazador Otzi (46).[4]
- 3250-3000 a. C.: en Tarxien (Malta) se construyen tres templos megalíticos.
- 3200 a. C.: en el Antiguo Egipto se escriben los primeros documentos en escritura jeroglífica.
- Siglos XXXIII, XXXII o XXXI a. C.: en el Antiguo Egipto sucede la primera unificación de los reinos: el Bajo Egipto (zona de las bajas y pantanosas llanuras del delta del río Nilo, en el norte del país) y el Alto Egipto (zona de altas mesetas interrumpidas por el valle del río Nilo, en el sur del país), bajo el poder de Menes o Narmer, rey del Alto Egipto. Así, da comienzo el Periodo arcaico de Egipto, cuya ciudad capital fue la legendaria ṯni (Tinis).
- En el norte y centro de Europa empieza la enorme cultura de la cerámica encordelada, que comenzó a finales del neolítico, alcanzó su máximo en la Edad del Cobre y culminó a principios de la Edad del Bronce. Representó la introducción del metal en el norte de Europa y posiblemente una primera entrada y expansión de la familia indoeuropea de idiomas.

### SigloXXXIIa.C.
- 3200 a. C.: Vasijas de cerámica encontradas en Valdivia, Ecuador, están datadas en esta fecha.[1]
- 3200-3175 a. C.: Iry-Hor, rey de Egipto.
- 3200-3101 a. C.: En el Antiguo Egipto se funda Menfis.
- 3200 a. C.: en Ecuador, la cultura Valdivia alcanza su esplendor. Se esculpe la cerámica más antigua encontrada en el continente americano.
- 3200 a. C.: en Portugal se erigen los primeros megalitos en esa región.[5]
- 3200 a. C. o antes: al valle medio del río Supe (Perú) llegan los primeros pueblos agricultores. Estos grupos se establecen en la región adecuando el terreno para el cultivo, el regadío y la ganadería, y fundan pequeños poblados a orillas del río, como Caral y Era de Pando, que serán hogar de la civilización Caral-Supe, la más antigua de América.
- 3175-3150 a. C.: en Egipto, Horus Ka o Ka-Sehen se convierte en rey.
- 3150-2500 a. C.: en la isla de Malta se construye el complejo megalítico del templo de Hagar Qim, que mostraba alineamientos solares y lunares.
- C. 3150 a. C.: se cree que en esta época cayó un pequeño bólido hipotético Tollmann.
- 3150-3100 a. C.: en Egipto reina Horus Escorpión, Hr Skr o Serket (el Rey Escorpión).
- 3114 a. C (11 de agosto): fecha coincidente con el 0.0.0.0.0, que es la fecha inicial de la Cuenta Larga del calendario maya de 144.000 días.

### SigloXXXIa.C.
- 3100 a. C.: 
  - Empieza a utilizarse en Egipto un sistema de escritura que hace uso de un tipo de pictogramas llamados jeroflíficos.[1]
  - La Paleta de Narmer es una talla en piedra de forma rectangular que conmemora la unificación de las dos tierras: muestra a este rey portando las dos coronas y golpeando a uno de sus enemigos en un desfile triunfal.[1]
  - Nace en Mesopotamia el concepto de nación cuando las ciudades Estado se unen alrededor de una misma lengua y una misma cultura.[1]
  - Narmer, rey del Alto Egipto, unifica los dos reinos (Alto y Bajo Egipto).[1]
  - Se talla la Dama de Uruk (antigua ciudad de Mesopotamia): cabeza femenina en mármol que sobresale por la delicadeza de sus rasgos.[1]
- 3100-3040 a. C.: en el Antiguo Egipto ―según el historiador Manetón (siglo III a. C.) y Eusebio de Cesarea (263-339 d. C.)― se desarrolla el reinado del primer faraón, Menes de Tis (Narmer o Meni), fundador de la Dinastía I de Egipto, probablemente unificador de Egipto.
- 3100-2600 a. C.: en Skara Brae, islas Orcadas (actual Escocia), se asientan pobladores neolíticos.
- 3079 a. C. (fecha tradicional): en Vietnam, Hùng Vương establece la antigua nación de Văn Lang.
- 3037 a. C. (aproximadamente): en las montañas de Nevada (Estados Unidos) nace el pino longevo Prometeo. Cuando tenga poco más de 5000 años de edad), será cortado el 6 de agosto de 1964 por un estudiante graduado llamado Donald Currey (1934-2004) para «propósitos de investigación».
- En Fenicia los púnicos ―procedentes de Arabia― se establecen en la costa del Líbano, sur de la costa de Siria y norte de la costa de Israel. Fundan pueblos, que darían lugar a aldeas y luego a ciudades, como Biblos, Tiro, Sidón y Arad. Cada ciudad tenía su propio rey.
- En Puerto Hormiga (Magdalena, Colombia) se realiza una de las primeras alfarerías de América.
- En Tailandia se utiliza el bronce.
- En Puerto Badel (Bolívar) se producen los primeros asentamientos.
- En Eridu se levanta el templo sumerio de Janna.
- Cerca de Ur (Caldea) se erigen el templo de Al-Ubaid y la tumba de Mes-Kalam-Dug.

## Arte, cultura y religión
- 3952 a. C. (18 de marzo): según la tradición judía, Yahvé creó el mundo.
- 3102 a. C., 1 a 19 de febrero: en la India ―según el astrónomo indio Aria Bhata (476-550), que se basó en datos astrológicos sugeridos en el texto épico-religioso Mahābhārata (del 300 a. C.)― los Kurus y los Pándavas se pelean en la batalla de Kurukshetra (en el norte de la India). El primer día de la guerra, el dios Krishna (de 89 años) cuenta el Bhagavadgītā a su amigo Arjuna (también de 89 años).